# Aplomya abdominalis
Aplomya abdominalis là một loài ruồi trong họ Tachinidae.